# Upset (cavalo)
Upset foi notável como o único cavalo que já derrotou o Homem da Guerra . Man o 'War, que venceu 20 de suas 21 partidas, enfrentou uma virada na sétima corrida das Estacas Sanford Memorial no Saratoga Race Course em 13 de agosto de 1919. Perdido por um pescoço, o Man o 'War havia se debatido na linha de partida e começado mal, saindo por último. Ele também carregava 15 quilos a mais do que chateado. A perda quebrou uma série de vitórias em seis corridas pelo Man o 'War.
A virada era de propriedade de Harry Payne Whitney . Os dois cavalos se encontraram mais seis vezes, inclusive nas Estacas Preakness de 1920, com o Man o 'War vitorioso todas as vezes.
Embora se acredite amplamente que o termo " chateado ", referente a uma perda surpreendente, tenha se originado neste cavalo, esse não é o caso. O uso da palavra nas corridas de cavalos data de pelo menos 1877, e o significado "derrubar" ou "derrubar" parece ser ainda mais antigo.